# Peacemaker
A Peacemaker (eredeti cím: The Peacemaker) 1997-ben bemutatott amerikai akcióthriller Mimi Leder rendezésében. A film alapjául az 1997-es One Point Safe című könyv szolgál. A főbb szerepekben George Clooney, Nicole Kidman, Armin Mueller-Stahl és Aleksandr Baluev látható. A filmet Szlovákiában, New Yorkban és Philadelphiában forgatták.

## Cselekmény
Thomas Devoe és Julia Kelly orosz nukleáris fegyvereket keresnek, amelyekről az a hír járja, hogy csecsen terroristák lopták el őket.

## Szereplők
| Szerep                       | Színész             | Magyar hang          |
| ---------------------------- | ------------------- | -------------------- |
| Thomas Devoe                 | George Clooney      | Szabó Sipos Barnabás |
| Julia Kelly                  | Nicole Kidman       | Kovács Nóra          |
| Dusan Gavrich                | Marcel Iureş        | Rosta Sándor         |
| Alekszandr Kodoroff tábornok | Aleksandr Baluev    | Barabás Kiss Zoltán  |
| Vlado Mirics                 | Rene Medvešek       | F. Nagy Zoltán       |
| Terry Hamilton               | Gary Werntz         | Áron László          |
| Ken                          | Randall Batinkoff   | Széles Tamás         |
| Garnett tábornok             | Jim Haynie          | Kardos Gábor         |
| Dietrich Schuhmacher         | Alexander Strobele  | Viczián Ottó         |
| Mark Appleton                | Holt McCallany      | Imre István          |
| Beach katonatiszt            | Michael Boatman     | Fesztbaum Béla       |
| Helen Bevens szenátorasszony | Joan Copeland       | Kassai Ilona         |
| Santiago                     | Carlos Gómez        | Szokol Péter         |
| Dimitrij Vertikoff           | Armin Mueller-Stahl | Kristóf Tibor        |

## Fogadtatás
A film 110 463 140 dolláros bevételt hozott a pénztáraknál világszerte.
A Rotten Tomatoes honlapján 43%-ot ért el 35 kritika alapján, és 5,9 pontot szerzett a tízből. A Metacritic honlapján 43 pontot szerzett a százból, 20 kritika alapján. A CinemaScore oldalán átlagos minősítést kapott.